# Завіша Курозвенцький
Завіша Курозвенцький (пом. 12 січня 1382) — польський римо-католицький і державний діяч, підканцлер коронний (1371—1373), канцлер великий коронний (1373—1379), краківський латинський єпископ (1380—1382).

## Життєпис
Представник польського шляхетського роду Курозвенцьких гербу «Порай». Син воєводи та каштеляна Добєслава Курозвенцького (бл. 1320—1397) та невідомого імені онуки воєводи краківського Петра Богорія зі Скотників. Його братом був Кшеслав з Ходова та Курозвенк (?—1392) — луцький староста, каштелян сандецький і сандомирський, генеральний староста великопольський.
Імовірно, після 1353 року навчався на юридичному факультеті університету Авіньйона

### Священицтво
Протягом 1352—1353 років був каноніком сандомирським, у 1353—1380 роках — каноніком краківським, від 1366 року — архідиякон. 1380 року Завішу Курозвенцького призначили краківським латинським єпископом, займав цю посаду до своєї смерті 1382 року.
Як краківський єпископ був фундатором костелів у родинних Ходові та Козлові, також розпочав будівництво родової каплиці Святої Діви Марії у Вавельській катедрі.

### Політична кар'єра
Початком політичної кар'єри Завіши Курозвенцького було призначення його на посаду кустоша велицьким (1370). Пізніше він став значним політиком, вірним прибічником Анжуйської королівської династії, прихильником обрання на польський престол однієї з доньок Людовика Угорського після його смерті. Обіймав посади коронних підканцлера (1371—1373) та канцлера (1373—1379). Був головним редактором Кошицького привілею (1374). 1381 Людовік Угорський довірив йому головування у правлячій колегії, яка складалася з 5-х осіб, до якої входив, зокрема, і батько Завіши, Добєслав. Також, Завіша Курозвенцький, як найбільш довірена людина короля, став Vicarius Regni Poloniae, тобто заступником короля, який міг призначати найважливіших державних чиновників. Він використовував це право у боротьбі з опозицією (здебільшого великопольских магнатів).
12 січня 1382 року Завіша Курозвенцький помер у Доброводі. Польський хроніст Янко із Чарнкова записав, що він помер після нічного падіння зі сходів, під час спроби викрадення дочки одного з селян для «світських насолод».